# Šime Milutin
Šime Milutin (Spalato, 10 aprile 1911 – Ragusa, 21 giugno 1945) è stato un calciatore jugoslavo, di ruolo difensore.

## Biografia
Perde la vita a Ragusa il 21 giugno 1945 a causa delle ferite riportate in un incidente stradale.

## Caratteristiche tecniche
Di ruolo terzino, in tandem con Jozo Matošić, hanno formato una delle migliori coppie di terzini nella storia dell'Hajduk.

## Carriera

### Club
Debutta nell'Hajduk Spalato l'8 maggio 1929 in occasione del match del Splitski podsavez vinto 3-0 contro il RNK Spalato. Veste la casacca dei Bili fino al 1940, anno in cui si trasferisce tra le file del GOŠK Dubrovnik.

### Nazionale
Disputa con la Jugoslavia un'unica partita, scende in campo il 7 maggio 1939 in occasione dell'amichevole persa contro la Romania (1-0) a Bucarest.

## Statistiche

### Cronologia presenze e reti in nazionale
| Cronologia completa delle presenze e delle reti in nazionale ― Jugoslavia | Cronologia completa delle presenze e delle reti in nazionale ― Jugoslavia | Cronologia completa delle presenze e delle reti in nazionale ― Jugoslavia | Cronologia completa delle presenze e delle reti in nazionale ― Jugoslavia | Cronologia completa delle presenze e delle reti in nazionale ― Jugoslavia | Cronologia completa delle presenze e delle reti in nazionale ― Jugoslavia | Cronologia completa delle presenze e delle reti in nazionale ― Jugoslavia | Cronologia completa delle presenze e delle reti in nazionale ― Jugoslavia |
| Data                                                                      | Città                                                                     | In casa                                                                   | Risultato                                                                 | Ospiti                                                                    | Competizione                                                              | Reti                                                                      | Note                                                                      |
| ------------------------------------------------------------------------- | ------------------------------------------------------------------------- | ------------------------------------------------------------------------- | ------------------------------------------------------------------------- | ------------------------------------------------------------------------- | ------------------------------------------------------------------------- | ------------------------------------------------------------------------- | ------------------------------------------------------------------------- |
| 7-5-1939                                                                  | Bucarest                                                                  | Romania                                                                   | 1 – 0                                                                     | Jugoslavia                                                                | Amichevole                                                                | -                                                                         |                                                                           |
| Totale                                                                    |                                                                           | Presenze                                                                  | 1                                                                         |                                                                           | Reti                                                                      | 0                                                                         |                                                                           |